# Vandijkophrynus gariepensis
Vandijkophrynus gariepensis es una especie de anfibio anuro de la familia Bufonidae.

## Distribución geográfica
Esta especie habita en el sur de África:
- en el sur de Namibia;
- en Sudáfrica;
- en lLesotho;
- en Suazilandia.

Está presente hasta 3400 m de altitud.

## Etimología
Su nombre de especie, compuesto de gariep y el sufijo latín -ensis, significa "que vive, que habita", y le fue dado en referencia al lugar de su descubrimiento, las fuentes del río Orange (a veces llamado río Gariep en inglés).

## Publicación original
- Smith, 1848 : Illustrations of the Zoology of South Africa; Consisting Chiefly of Figures and Descriptions of the Objects of Natural History Collected during an Expedition into the Interior of South Africa, in the Years 1834, 1835, and 1836 .... Vol. III. Reptilia. Part 27. London: Smith, Elder, & Co.[5]